# Olympische Sommerspiele 1936/Leichtathletik – Kugelstoßen (Männer)

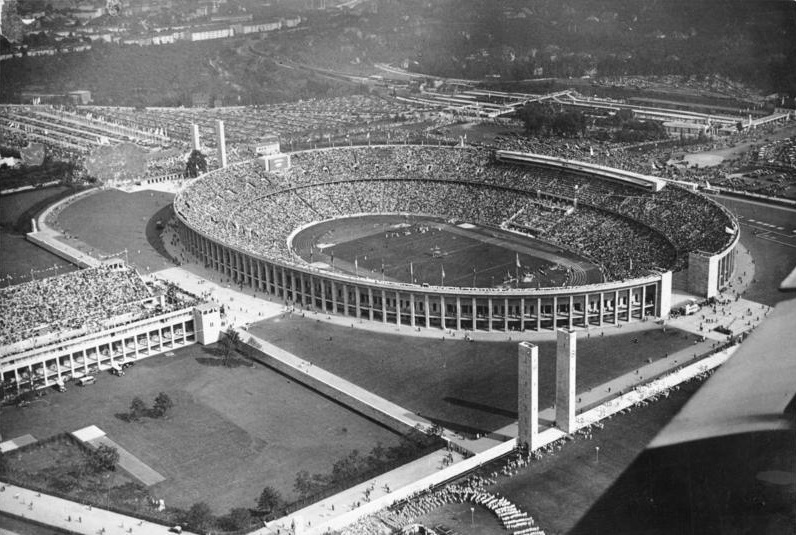
Das Olympiastadion in Berlin

Das Kugelstoßen der Männer bei den Olympischen Spielen 1936 in Berlin wurde am 2. August 1936 im Olympiastadion Berlin ausgetragen. 22 Athleten nahmen teil. 
Olympiasieger wurde der Deutsche Hans Woellke vor dem Finnen Sulo Bärlund. Die Bronzemedaille gewann Gerhard Stöck aus Deutschland.

## Rekorde

### Bestehende Rekorde
| Weltrekord         | 17,40 m  | Jack Torrance ( USA) | Oslo, Norwegen             | 5. August 1934 |
| Olympischer Rekord | 16,005 m | Leo Sexton ( USA)    | Finale OS Los Angeles, USA | 29. Juli 1928  |

### Rekordverbesserungen
Der bestehende olympische Rekord wurde dreimal verbessert:
- 16,03 m – Sulo Bärlund (Finnland), Vorkampf am 2. August, 2. Durchgang
- 16,12 m – Sulo Bärlund (Finnland), Finale am 2. August, 2. Durchgang
- 16,20 m – Hans Woellke (Deutsches Reich), Finale am 2. August, 2. Durchgang

## Durchführung des Wettbewerbs
Die Athleten begannen mit einer Qualifikationsrunde. Fünfzehn Teilnehmer – hellblau unterlegt – übertrafen die für den Vorkampf geforderte Qualifikationsweite von 14,50 m. Im Vorkampf hatte jeder Teilnehmer drei Versuche. Die besten sechs Athleten – wiederum hellblau unterlegt – qualifizierten sich dann für weitere drei Versuche im Finale. Dabei ging das Resultat des Vorkampfs mit in das Endresultat ein. Alle Teilwettkämpfe wurden am 2. August ausgetragen.
Anmerkung:
Die Reihenfolgen und Weiten der Versuchsserien in der Qualifikationsrunde sind nicht bekannt.

## Qualifikation
2. August 1936, 11:00 Uhr

Wetterbedingungen: leicht bedeckt, 10 °C, Windgeschwindigkeit ca. 1,6 m/s.

| Name                  | Nation           | Weite | Anmerkung |
| --------------------- | ---------------- | ----- | --------- |
| Sulo Bärlund          | Finnland         | k. A. |           |
| Gunnar Bergh          | Schweden         | k. A. |           |
| József Darányi        | Ungarn           | k. A. |           |
| František Douda       | Tschechoslowakei | k. A. |           |
| Sam Francis           | USA              | k. A. |           |
| Karel Hoplíček        | Tschechoslowakei | k. A. |           |
| István Horváth        | Ungarn           | k. A. |           |
| Aleksa Kovačević      | Jugoslawien      | k. A. |           |
| Risto Kuntsi          | Finnland         | k. A. |           |
| Hans-Heinrich Sievert | Deutsches Reich  | k. A. |           |
| Gerhard Stöck         | Deutsches Reich  | k. A. |           |
| Jack Torrance         | USA              | k. A. |           |
| Arnold Viiding        | Estland          | k. A. |           |
| Hans Woellke          | Deutsches Reich  | k. A. |           |
| Dimitri Zaitz         | USA              | k. A. |           |
| Chen Baoqiu           | China            | k. A. |           |
| Antônio Lira          | Brasilien        | k. A. |           |
| Jules Noël            | Frankreich       | k. A. |           |
| Abdul Rahim           | Afghanistan      | k. A. |           |
| Shizuo Takada         | Japan            | k. A. |           |
| Miroslav Vítek        | Tschechoslowakei | k. A. |           |
| Jean Wagner           | Luxemburg        | k. A. |           |

## Legende
Kurze Übersicht zur Bedeutung der Symbolik – so üblicherweise auch in sonstigen Veröffentlichungen verwendet:
| x | ungültig |

## Vorkampf
2. August 1936, 17:30 Uhr

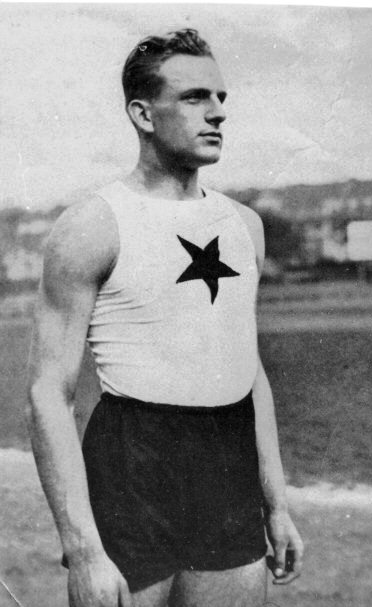
František Douda scheiterte mit 15,28 m als Siebter des Vorkampfs

Wetterbedingungen: leicht bedeckt, 10 °C, Windgeschwindigkeit ca. 1,6 m/s.
| Platz | Name                  | Nation           | 1. Versuch | 2. Versuch | 3. Versuch | Resultat | Anmerkung |
| ----- | --------------------- | ---------------- | ---------- | ---------- | ---------- | -------- | --------- |
| 1     | Sulo Bärlund          | Finnland         | 15,68 m    | 16,03 m    | 14,98 m    | 16,03 m  | OR        |
| 2     | Hans Woellke          | Deutsches Reich  | 15,96 m    | 14,76 m    | 15,72 m    | 15,96 m  |           |
| 3     | Gerhard Stöck         | Deutsches Reich  | 15,56 m    | 15,56 m    | 15,14 m    | 15,56 m  |           |
| 4     | Sam Francis           | USA              | 15,45 m    | 15,09 m    | 15,09 m    | 15,45 m  |           |
| 5     | Jack Torrance         | USA              | 15,38 m    | 14,40 m    | 15,34 m    | 15,38 m  |           |
| 6     | Dimitri Zaitz         | USA              | 15,32 m    | 14,16 m    | 14,09 m    | 15,32 m  |           |
| 7     | František Douda       | Tschechoslowakei | 15,09 m    | 15,05 m    | 15,28 m    | 15,28 m  |           |
| 8     | Arnold Viiding        | Estland          | 14,72 m    | 14,31 m    | 15,23 m    | 15,23 m  |           |
| 9     | Gunnar Bergh          | Schweden         | 14,83 m    | 15,01 m    | 14,51 m    | 15,01 m  |           |
| 10    | Hans-Heinrich Sievert | Deutsches Reich  | 14,79 m    | 14,43 m    | 13,23 m    | 14,79 m  |           |
| 11    | Aleksa Kovačević      | Jugoslawien      | 14,74 m    | x          | 14,27 m    | 14,74 m  |           |
| 12    | József Darányi        | Ungarn           | 14,63 m    | 14,45 m    | x          | 14,63 m  |           |
| 13    | Risto Kuntsi          | Finnland         | x          | 14,20 m    | 14,61 m    | 14,61 m  |           |
| 14    | István Horváth        | Ungarn           | 13,66 m    | 14,18 m    | 14,32 m    | 14,32 m  |           |
| 15    | Karel Hoplíček        | Tschechoslowakei | 14,12 m    | 13,72 m    | 13,34 m    | 14,12 m  |           |

## Finale

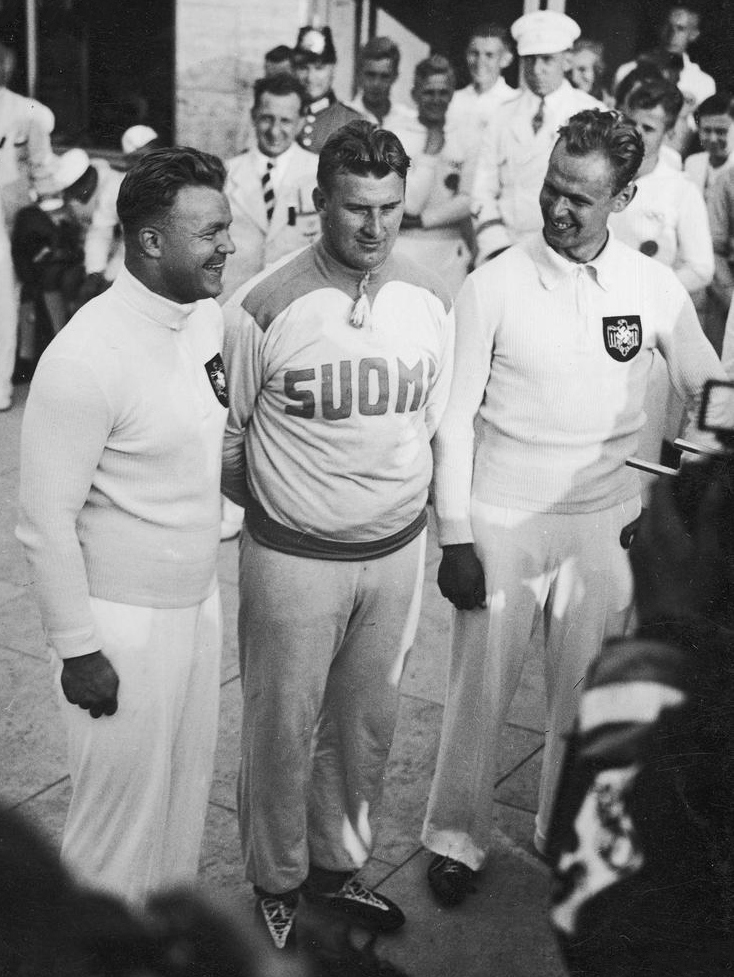
Die Medaillengewinner im Kugelstoßen (v. l. n. r.): Hans Woellke, Sulo Bärlund, Gerhard Stöck

6. August 1936, im Anschluss an den Vorkampf

Wetterbedingungen: leicht bedeckt, 10 °C, Windgeschwindigkeit ca. 1,6 m/s.
|       |                 |                  |               | Finale          |                 |                 |             |           |
| Platz | Name            | Nation           | Vorkampfweite | 1. Versuch      | 2. Versuch      | 3. Versuch      | Endresultat | Anmerkung |
| 1     | Hans Woellke    | Deutsches Reich  | 15,96 m       | 15,90 m         | 16,20 m         | 14,98 m         | 16,20 m     | OR        |
| 2     | Sulo Bärlund    | Finnland         | 16,03 m       | 15,52 m         | 16,12 m         | 15,42 m         | 16,12 m     |           |
| 3     | Gerhard Stöck   | Deutsches Reich  | 15,56 m       | 15,29 m         | 14,78 m         | 15,66 m         | 15,66 m     |           |
| 4     | Sam Francis     | USA              | 15,45 m       | x               | 14,57 m         | 13,61 m         | 15,45 m     |           |
| 5     | Jack Torrance   | USA              | 15,38 m       | 14,79 m         | 14,57 m         | 14,56 m         | 15,38 m     |           |
| 6     | Dimitri Zaitz   | USA              | 15,32 m       | 14,09 m         | x               | 14,85 m         | 15,32 m     |           |
| 7     | František Douda | Tschechoslowakei | 15,28 m       | nicht im Finale | nicht im Finale | nicht im Finale | 15,28 m     |           |
| 8     | Arnold Viiding  | Estland          | 15,23 m       | nicht im Finale | nicht im Finale | nicht im Finale | 15,23 m     |           |

Weltrekordler Jack Torrance war gesundheitsbedingt nicht in der Lage, um Gold mitzustoßen. Mit 15,38 m gelang ihm noch ein fünfter Platz. Hans Woellke konnte schon im ersten Vorkampfversuch die Kugel auf 15,96 m stoßen, doch der Finne Sulo Bärlund konterte mit neuem Olympiarekord von 16,03 m. Bis zum fünften Durchgang führte Bärlund, dem der einzige 16-Meter-Stoß bis dahin gelungen war. Und er verbesserte sich im fünften Versuch noch auf 16,12 m. In diesem Durchgang aber steigerte sich Woellke auf die olympischen Rekordweite von 16,20 m und gewann damit die Goldmedaille vor Bärlund. Dritter wurde der Deutsche Gerhard Stöck, dem im Speerwurf noch Größeres gelingen sollte, mit 15,66 m.
Hans Woellke gewann die erste deutsche Goldmedaille im Kugelstoßen.

Erstmals gab es keinen Medaillengewinner aus den USA in dieser Disziplin.

## Videolinks
- 1936, Shot Putt, Men, Olympic Games, 1936, youtube.com, abgerufen am 17. Juli 2021
- Germany 1936, Berlin XI.Olympic Summer Games - Olympische Sommerspiele (Athletics Wurfübungen), Bereich 0:40 min bis 1:10 min, youtube.com, abgerufen am 17. Juli 2021